# Lijst van rijksmonumenten in Dalfsen (gemeente)
De gemeente Dalfsen telt 133 inschrijvingen in het rijksmonumentenregister. Hieronder een overzicht. 

## Dalfsen
De plaats Dalfsen telt 131 inschrijvingen in het rijksmonumentenregister. Zie Lijst van rijksmonumenten in Dalfsen (plaats) voor een overzicht.

## Nieuwleusen
De plaats Nieuwleusen telt 2 inschrijvingen in het rijksmonumentenregister.
| Object | Oorspronkelijke functie? | Bouwjaar               | Architect | Locatie       | Coördinaten?                  | Nr.?  | Afbeelding        |
| --- | ------------------------ | ---------------------- | --------- | ------------- | ----------------------------- | ----- | ----------------- |
| Boerderijcomplex bestaande uit boerderij met middenlangsdeel, stookhok, een stenen bijschuur, een vierroeden kapberg en een gedeeltelijk met klinkers bestraat erf                                | Boerderij                | 17e eeuw               |           | Westeinde 172 | 52° 33' 37" NB, 6° 14' 43" OL | 46798 | Meer afbeeldingen |
| Boerderijcomplex bestaande uit boerderij met middenlangsdeel en houten melkbussenrek tegen een der zijgevels, stookhok, twee schuren, twee vierroedenkapbergen en deels met klinkers bestraat erf | Boerderij                | laatste helft 19e eeuw |           | Oosterveen 89 | 52° 34' 53" NB, 6° 19' 28" OL | 46799 | Meer afbeeldingen |

Almelo ·
Borne ·
Dalfsen ·
Deventer ·
Dinkelland ·
Enschede ·
Haaksbergen ·
Hardenberg ·
Hellendoorn ·
Hengelo ·
Hof van Twente ·
Kampen ·
Losser ·
Oldenzaal ·
Olst-Wijhe ·
Ommen ·
Raalte ·
Rijssen-Holten ·
Staphorst ·
Steenwijkerland ·
Tubbergen ·
Twenterand ·
Wierden ·
Zwartewaterland ·
Zwolle